# Conversiune (lingvistică)
În lingvistică, termenul conversiune denumește un procedeu intern de îmbogățire a lexicului, prin care un cuvânt trece dintr-o clasă lexico-gramaticală în alta, adică devine altă parte de vorbire.
Termenul are o interpretare mai largă, dar mai puțin frecventă, care include derivarea cu rezultat de schimbare a clasei lexico-gramaticale. Într-o interpretare mai restrânsă și mai frecventă, termenul se referă numai la conversiunea fără schimbarea formei de bază a cuvântului. Cu acest sens se mai folosesc și termenii „derivare improprie”, en  zero derivation și functional shift, fr  dérivation impropre.
Cu referire la o anumită parte de vorbire, termenul „conversiune” poate fi înlocuit cu „e” sau „substantivizare”, „adjectivizare” etc.

## Gradele conversiunii
În urma conversiunii se schimbă comportarea morfologică și sintactică a cuvântului: poate primi alte afixe, poate avea altă funcție sintactică, poate primi alte compliniri, dar aceste schimbări nu se întâmplă în acceași măsură în toate cazurile.
Conversiunea poate fi ocazională sau lexicală. În cazul unui cuvânt anume, aceste calificative se referă la gradul conversiunii. De exemplu, în propoziția hu  Zöldre váltott a természet „Natura s-a schimbat în verde / a trecut la verde”, verde este numai ocazional substantiv, sensul său lexical este de adjectiv, ca dovadă, și cu această folosire poate avea grade de comparație: zöldebb „mai verde”, nagyon zöld „foarte verde”. În același timp are o funcție caracteristică pentru substantiv, dar nu și pentru adjectiv, de complement, primind în maghiară desinență cazuală (în română prepoziție) și putând avea atribut: üde zöld „verde crud”. Același cuvânt, în propoziții ca A zöldek kiálltak a Zengő védelmében „Verzii (= ecologiștii) s-au angajat în apărarea dealului Zengő” sau Átment a zöldön „A trecut pe verde (= semnalul de trecere liberă al semaforului)”, are sens lexical de substantiv. Prin conversiune ocazională se schimbă numai forma semantică a cuvântului, dar prin cea lexicală se schimbă și conținutul său semantic, i se îmbogățește sensul lexical.
Conversiunea lexicală poate fi totală sau parțială. Prin cea totală dispare sensul inițial al cuvântului. Este cazul, de pildă, al cuvântului hu  kocsi, care la origine înseamnă „din Kocs”, dar ca substantiv înseamnă numai „trăsură” și „automobil”. Cuvântul fr  automobile a avut o evoluție analogă. Inițial a fost adjectiv în sintagma voiture automobile „trăsură automobilă”, devenind ulterior substantiv cu sensul întregii sintagme și prescurtându-se la auto. În urma conversiunii parțiale se păstrează și sensul inițial al cuvântului, acesta făcând parte din două sau mai multe clase lexico-gramaticale. Astfel sunt, bunăoară, adjectivele/substantivele referitoare la etnii.
În cursul istoriei unor limbi s-au creat prin conversiune părți de vorbire noi, inexistente până la un anumit stadiu. Așa este, de exemplu, articolul hotărât în mai multe limbi. Acesta nu exista în latină, dar limbile romanice și l-au format prin conversiunea pronumelui demonstrativ, precum în fr  le, la, les. Nici într-o limbă ca maghiara veche nu a existat, dar s-a format tot din pronumele demonstrativ.

## Conversiunea în câteva limbi

### În limba română
- adjectiv din[11]:
  - verb la participiu: Din lăstar i-a răspuns un glas stins (Ioan Alexandru Brătescu-Voinești);
  - verb la gerunziu: ... de departe se zăresc rezervoarele enorme și coșurile fumegânde ale rafinăriilor (Geo Bogza);
  - adverb: De-atuncea are stigletele așa îmbrăcăminte (Mihail Sadoveanu);

- adverb din[12]:
  - substantiv: ... se uita cu ochii plânși cum frații lui se învățau la zbor dimineața și seara (I. Al. Brătescu-Voinești);
  - adjectiv: ... au știut să privească atent și cerul, și aripile fluturilor (Geo Bogza);

- conjuncție din[13]:
  - adverb: Cum însera, înhăma căluțul ... (Eusebiu Camilar);
  - prepoziție: ... și a rămas în loc până au pierit în zarea despre miazăzi (I. Al. Brătescu-Voinești);

- prepoziție din[14]:
  - adverb: ... ridică deasupra oilor toiegelul alb (M. Sadoveanu);
  - substantiv: Grație ei i-a revenit inspirația poetică (Liviu Rebreanu);
  - adjectiv: Și alese drept profesor pe verișorul ei (Vasile Alecsandri);
  - verb la participiu: Potrivit legilor în vigoare, nu are dreptul la alocație;
  - verb la gerunziu: Am citit hotărârea privind economiile de carburanți;

- substantiv din[15]:
  - adjectiv: frumosul, un leneș, cel sărac;
  - numeral: un trei, cei trei;
  - pronume: sinea, un nimic;
  - verb: o trecere, aratul, cel rănit;
  - adverb: binele, un bine;
  - interjecție: oful, un of;

- adverb interogativ: Unde este? > conjuncție: E un punct însă unde drumul nostru se bifurcă[16].

Un caz de conversiune istorică și totală este cel al numelor de acțiune cu terminația -are/-ere/-ire/-îre care provin din infinitivul latinesc: ascultare, vedere, auzire.

### În alte limbi
În franceză este frecventă substantivarea unor adjective care inițial au fost atributele unor substantive sau continuă să existe cu această funcție: voiture automobile > automobile, boulevard périphérique „bulevard periferic” > périphérique. Nu este tot atât de frecventă, dar prezintă o tendință ascendentă adjectivizarea unor substantive în funcția de nume predicativ: être rock „a fi pasionat de rock” (literal „a fi rock”), être montagne „a prefera muntele”. De asemenea, devine relativ frecventă adverbializarea unor adjective: rouler tranquille „a conduce liniștit”, s’habiller anglais „a se îmbrăca englezește”.
În engleză sunt foarte productive următoarele conversiuni:
- substantiv > verb: to bicycle „a merge cu bicicleta”[19];
- adjectiv > verb: to tidy „a face ordine”[19];
- verb > substantiv: hit „lovitură”[19];
- adjectiv > substantiv: the rich „bogații”[20].

În limbile din diasistemul slav de centru-sud este de asemenea frecventă substantivarea unor adjective. Exemplu: Vera se udala vrlo mlada „Vera s-a măritat de foarte tânără” > Ova mlada nije iz našeg sela „Mireasa asta nu e din satul nostru”. Din atribute adjectivale s-au format multe nume de țări: Hrvatska „Croația”, Francuska „Franța” etc. Forma de neutru singular a unor adjective a dat substantive abstracte, de exemplu dobro „binele”, zlo „răul”. Este foarte frecventă folosirea acestei forme adjectivale ca adverb: Dobro dijete dobro uči „Copilul bun învață bine”. Alte conversiuni:
- verb la gerunziu prezent > adjectiv: osvježavajuće piće „băutură răcoritoare”;
- verb la participiu pasiv > adjectiv: uvezena tkanina „țesătură importată”;
- substantiv cu prepoziție > adverb: (osuđen) na smrt „(condamnat) la moarte” > (bolestan) nasmrt „(bolnav) de moarte”;
- adverb interogativ > adverb relativ, conjuncție: gdje? „unde” > gdje „(acolo) unde”;
- substantiv la cazul instrumental > prepoziție: povodom „cu o ocazie” > povodom proslave „cu ocazia sărbătoririi”.

În maghiară sunt frecvente următoarele conversiuni:
- adjectiv > substantiv: Pirosra cserélte kék kocsiját „Și-a schimbat mașina albastră pe una roșie”;
- numeral > substantiv: Adj hozzá négyet! „Adaugă patru”;
- substantiv > adjectiv: a szomszéd udvar „curtea vecină”;
- verb la participiu prezent, trecut sau viitor > substantiv: alkotó „creator”, vádlott „acuzat”, jövendő „viitor”;
- adjectiv derivat > substantiv: énekes „cântăreț”, világtalan „nevăzător”;

Alte conversiuni:
- numeral derivat: negyed „sfert” > substantiv: „cartier”, század „sutime” > „secol”;
- adverb > substantiv: este „seara”, reggel „dimineața”;
- verb: félsz „te temi” > substantiv: „temere”;
- verb: találom „(eu) îl/o/îi/le găsesc” + desinență cazuală > adverb: találomra „la nimereală”.

În gramaticile unor limbi, precum maghiara sau cele din diasistemul slav de centru-sud, se distinge de adverb modalizatorul ca parte de vorbire aparte. Acesta se formează de cele mai multe ori prin conversiune, mai ales din adverb. Exemple:
- maghiară: Géza biztosan talált be a belső körbe „Géza a nimerit cu siguranță în cercul interior” (adverb) > Géza biztosan betalált a belső körbe „Cu siguranță, Géza a nimerit în cercul interior” (modalizator)[23];
- muntenegreană: Ona je sigurno polagala vozački ispit „Ea a trecut cu siguranță la examenul de conducător auto” > Ona je, sigurno, polagala vozački ispit „Cu siguranță, ea a trecut la examenul de conducător auto”[24].

Și particula, pe care unii lingviști o disting și de adverb, și de modalizator, devine particulă de regulă tot prin conversiune. Exemple:
- din adverb:

fr  Je suis bien à Paris „Mă simt bine la Paris” > Il part bien demain? „Într-adevăr pleacă mâine?”;
hu  Péter egyszerűen oldotta meg a feladatot „Péter a rezolvat simplu problema” > Péter egyszerűen megoldotta a feladatot „Pur și simplu, Péter a rezolvat problema”;
- din conjuncție:

de  Er kommt, aber sein Vater ist verhindert „El vine, dar tatăl său nu poate veni” > Die werden aber staunen! „Ce-o să se mai mire ăia!”;
fr  Je pense, donc je suis „Gândesc, deci exist” > Taisez-vous donc à la fin! „Taci odată, ce naiba!”;
hr  Nije se čuvao, pa se razbolio „N-a avut grijă și s-a îmbolnăvit” > Pa to nije moguće! „Păi asta nu e posibil!”;
hu  Esik az eső, hát maradjunk itthon „Plouă, deci să rămânem acasă” > Hát láttál már ilyet? „Ai mai văzut tu așa ceva?”.